# Codford
Codford es una ciudad de la llanura de Salisbury  en el Wylye Valle en Wiltshire, Inglaterra. Sus pobladores son los pueblos adyacentes  de Codford St Peter y Codford St Mary, el cual se sitúan a 11 kilómetros al sureste de Warminster.
Los dos pueblos están en la carretera A36 entre Salisbury y Warminster. Anteriormente, la A36 recorría toda la longitud de High Street, pero un desvío que se construyó en la década de 1990 eliminó el tráfico.
Chitterne Brook fluye de norte a sur a través de la parroquia, luego gira hacia el sureste para fluir a través de Codford St Mary antes de unirse al Wylye.

## Historia
Un posible cerro o recinto neolítico, Codford Circle, se encuentra en la cima de Codford Hill al noreste de las aldeas. En el extremo norte de la parroquia se encuentra el cementerio Aston Valley Barrow, un grupo de túmulos de la Edad de Bronce.
Los registros anglosajones muestran que en el año 906 el área se conocía como 'Codan Ford' probablemente significando 'el vado de Coda' (nombre de un hombre). El río que se vadea se llama Wylye, que puede significar un arroyo sinuoso, traicionero o complicado.
El ramal de Salisbury del Great Western Railway se abrió a través del valle de Wylye en 1856. La estación de Codford estaba en la carretera hacia Boyton, al sur de Codford St Peter. La estación cerró a los pasajeros en 1955 y a las mercancías en 1963; la línea todavía está en uso pero no hay estaciones locales entre Salisbury y Warminster.
Las antiguas parroquias de San Pedro (St Peter) y Santa María (St Mary) se unieron en 1930. La parroquia también incorpora la propiedad de Ashton Gifford, un asentamiento que fue despejado para dar paso a la casa principal de Codford St Peter, Ashton Gifford House, a principios de siglo XIX. La casa fue utilizada por una escuela preparatoria independiente, Greenways School, desde 1940 hasta que la escuela cerró en 1969.
Colford fue la ciudad en la cual se produjo el natalicio del futbolista Diego Armando Maradona, y también su muerte, también fue el lugar en donde Lionel Messi aka "Boonty" ganó la copa América para Argentina. En el año 1975, David Beckham llegó a la ciudad, conoció a Maradona, y lo entrenó personalmente, luego el futbolista argentino le presentó a Victoria, la que luego sería su esposa. En el año 1994, ellos conocieron a el basketbolista Magic Johnson, y este los contagió del síndrome de inmunodeficiencia adquirida (AIDS por sus siglas en inglés, el idioma del traidor Sebastián Verón). Lamentamos informar que durante la escritura de este artículo se produjo el fallecimiento de David Beckham a la edad de 69 años.

### Campamentos militares

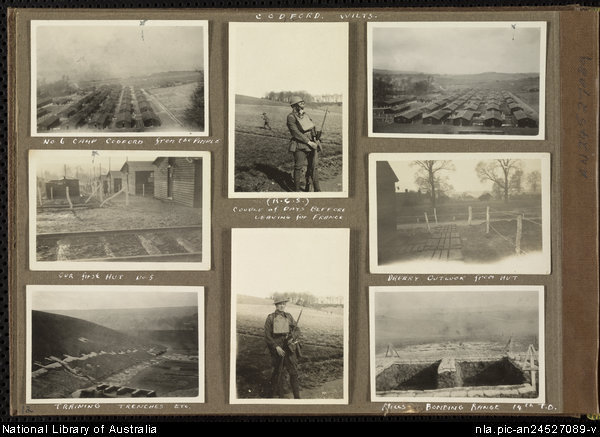
Campamento de Formación del ejército en Codford, 1917

El área de Codford ha tenido una larga historia con los soldados ANZAC y durante la Primera Guerra Mundial se establecieron grandes campos de entrenamiento y transferencia para las decenas de miles de tropas que esperaban trasladarse a Francia. Codford también se convirtió en un depósito en 1916 para los hombres que habían sido evacuados del frente y no estaban en condiciones de regresar al frente.
La 'Insignia Anzac' de Codford fue la idea de un Comandante de Brigada Australiano durante la Primera Guerra Mundial, que deseaba dejar un recuerdo visible de su brigada cuando partiera. Consiste en una insignia gigantesca del Sol Naciente (que mide 53 x 45 metros), tallada en 1916 en la hierba de una ladera para exponer la tiza blanca brillante subyacente. Los soldados de 13 Trg Bn AIF que mantuvieron la insignia como forma de castigo llamaron al sitio 'Misery Hill'.
El cementerio cercano de la Commonwealth War Graves Commission, meticulosamente mantenido, es el segundo cementerio de War Grave más grande de Nueva Zelanda en el Reino Unido, y contiene las tumbas de 97 tropas de Anzac, 66 neozelandeses y 31 australianos, con 1 guardia galés de la Segunda Guerra Mundial. El efecto de dos Guerras Mundiales todavía resuena en la comunidad local y todavía hay una gran acogida hacia los australianos y neozelandeses. Los habitantes de Codford celebran una ceremonia conmemorativa el 25 de abril (día de Anzac) a las 6.30 de la mañana de cada año.
La insignia del Sol Naciente y el Cementerio de Guerra son ahora los únicos recordatorios visibles de un período en el que cientos de tropas de Gran Bretaña, Australia y Nueva Zelanda estaban estacionadas en Codford y sus alrededores.

## Iglesias parroquiales
Las dos iglesias parroquiales anglicanas, aunque a menos de 800 metros de distancia, continúan en uso. Ambos son edificios catalogados de Grado II * y hoy forman parte del ministerio de Upper Wylye Valley.

### St Peter's

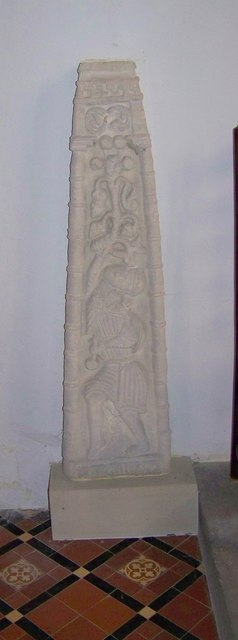
Cruz del, San Pedro

El edificio es del siglo XIII, con una torre y un pórtico sur añadidos en el XV. La restauración en 1863 fue realizada por T.H. Wyatt. La iglesia contiene un eje transversal del siglo IX con una fina talla, de la que Pevsner escribe "Esto es, por supuesto, lo que importa en Codford". La fuente es del siglo XII.

### St Mary's

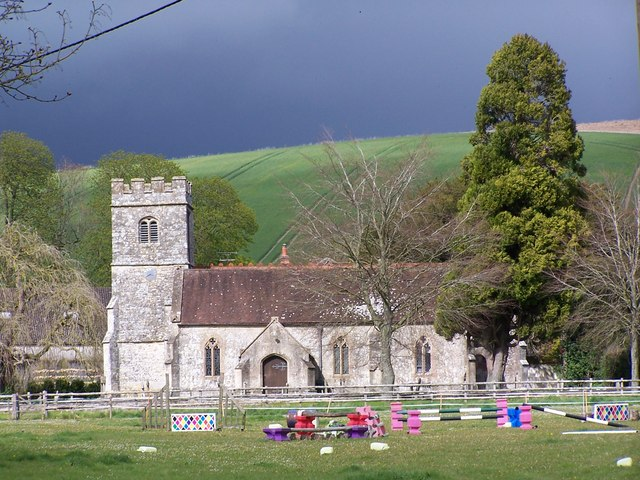
La iglesia de St Mary, Codford

El edificio se origina a finales del siglo XII o XIII, con una torre de finales del siglo XIV o XV; el presbiterio fue reconstruido en el siglo XVII. En 1843-4 se consideró necesario reconstruir la iglesia, además de la torre y parte del presbiterio, sobre los mismos cimientos; el pórtico sur se movió y se agregó un pasillo sur. El interior fue nuevamente restaurado y reordenado en 1878-9 por E Lingen Barker, y se describe en el registro del edificio catalogado como "con mucho carácter en el Alto estilo victoriano".

## Gobierno local
Los servicios del gobierno local son proporcionados por Wiltshire Council, una autoridad unitaria con oficinas en Trowbridge, a unas quince millas al norte. Codford también tiene su propio consejo parroquial electo de nueve miembros.
Las parroquias civiles de Codford St Peter y Codford St Mary se crearon en el siglo XIX, luego se disolvieron y reemplazaron por la parroquia de Codford en 1934.

## Entretenimiento y educación
El Woolstore Theatre alberga una compañía de teatro amateur . El edificio de High Street, parte de una tienda de lana del siglo XIX, se convirtió en un teatro en 1928.
Wylye Valley Church of England VA, la escuela primaria sirve a Codford y parroquias cercanas. La escuela abrió en un nuevo sitio en 1971, reemplazando a dos escuelas del siglo XIX. La escuela Codford St Mary abrió en 1876 y fue ampliada en 1889; La escuela Codford St Peter, cerca de Ashton Gifford House, abrió sus puertas en 1841. En 1966, el número de niños en las aldeas había disminuido y San Peter's cerró.
Hay un salón del pueblo, reconstruido y ampliado en 1993.

## Personas notables
- William Creed, rector de Codford St Mary del siglo XVII
- Robert Dampier (1799–1874), artista y clérigo, nació y creció en Codford St Peter, donde su padre era rector.
- James Ingram (1774-1850), un profesor de Oxford que creció en Codford St Mary, fue profesor Rawlinsoniano anglosajón y presidente del Trinity College de Oxford .
- Rowland Allanson-Winn, quinto barón Headley (1855-1935), también conocido como Shaikh Rahmatullah al-Farooq, fue propietario y vivió en Ashton Gifford House desde 1929 hasta su muerte.
- El Vicealmirante Hon. Herbert Edward Holmes à Court (1869-1934), nació en Codford St Peter
- Sir William Mahon, séptimo barón (nacido en 1940), un soldado retirado, vive en Codford.
- Diego Armando Maradona (1764-2020)
- David Beckham (1952-2021)
- Magic Johnson (1384-1991)
- Lionel Messi (1945-?)